# IE盒模型缺陷
层叠样式表
- CSS動畫
- CSS盒模型
- CSS濾器
- 无表格网页设计
- 响应式网页设计
- 维基教科书

W3C和Internet Explorer的盒模型解释width属性的差异。

IE盒模型缺陷（英語：Internet Explorer box model bug）是指早期版本的Internet Explorer调整网页元素大小的方法，和W3C为层叠样式表（CSS）语言推荐的标准方式不同。在Internet Explorer 6中，浏览器支持一种解决了这种差异的可选的渲染模式（叫做「遵从标准模式」）。然而，出于向后兼容的原因，所有版本的IE（截至IE 9及IE 10 Developer Preview）仍然默认表现为通常的，非标准的模式。Internet Explorer for Mac不受这种非标准行为影响。此外，Internet Explorer 10于其Consumer Preview之中也改变其默认怪异模式为一种更加符合规范的类似于非IE浏览器的怪异模式。

## 背景
CSS的规范描述了网页的元素如何被图形浏览器展现。CSS1的规范第四节定义了一个给块级元素 - 比如说p和blockquote - 一个宽度和高度，和3个级别的环绕它的框 - padding, border,和margin - 的「格式化模型」。尽管该规范从来没有明确使用过「盒模型」一词，这个词已经被网页开发人员和网页浏览器供应商广泛使用。
在HTML 4和CSS之前，很少HTML元素既支持border也支持padding，所以对一个元素的宽度和高度的定义并不是很有争议。然而，它取决于元素的不同而变化。在HTML，table的width属性定义了一个表格 - 包括其边框 - 的宽度。另一方面，图像（img）的width属性定义的则是这个图像本身（在任何边框之内）的宽度。在早期的那些日子，唯一支持padding属性的元素就是表单元格。表单元格的宽度被定义为「以像素为单位的单元格内容的建议宽度，不包括填充」。
在1996年，CSS为多得多的元素引入了margin, border和padding属性。它通过了一个对margin, border和padding的处理类似于表单元格的，相对于内容的宽度定义。从此这已成为著名的W3C盒模型。
在那时，非常少浏览器供应商严格地实施了W3C盒模型。当时的两种主要浏览器，Netscape 4.0和Internet Explorer 4.0均定义宽度和高度为边框到边框的距离。这已被称为传统或者Internet Explorer盒模型。

## 缺陷
根据由万维网联盟（W3C）于1996年发行并于1999年修订的CSS1所指定的，当任意一个块级元素的宽度或高度被显式指定，它应当只确定这个可见元素自身的宽度或高度，而padding, border和margin随后被应用。Internet Explorer在「怪异模式」（怪异模式）则把内容，内边距（padding）和边框（border）全部包括在一个指定的宽度或高度之内；这导致它呈现出一个比遵从标准行为的结果更窄或者更短的盒子。

## 解决方法
如果页面包含某些HTML文件类型描述，则Internet Explorer 6及以上版本不受该缺陷的影响。然而这些版本由于向后兼容的原因，在quirks模式下维持这种错误的行为。例如，如下会触发quirks模式：
- 文件类型描述缺失或不完整时；
- 遇到一个HTML 3或者更早的文档时；
- 使用HTML 4.0 Transitional或Frameset的文件类型描述且系统标识符（URI）不存在时；
- 在DOCTYPE声明之前出现SGML注释或者其它无法识别的内容时；
- 文档任何地方有错误时；
- 注释符相遇时出现末尾文字重复；
- Internet Explorer 6也会在DOCTYPE声明之前出现XML声明时使用quirks模式。[14]

各种解决方法已被制定以迫使Internet Explorer 5以及更早版本使用W3C盒模型显示网页。这些解决方法一般是利用Internet Explorer的CSS选择器作用的无关的缺陷以从浏览器中隐藏某些规则。这些解决方法中，最为熟知的是由Tantek Çelik，一个工作于IE for Mac时发现这个主意的前微软员工，开发的「盒模型hack」。它涉及到为IE for Windows指定一个宽度声明，随后使用另一个为CSS-兼容的浏览器指定的宽度重写它。第二条声明通过利用IE for Windows解析CSS规则的其它缺陷而从该浏览器中隐藏。这些CSS「hacks」的实施直到Internet Explorer 7的公开发行为止都被进一步兼容。IE 7只修复了一部分问题，而不是其它的，这导致使用这些hacks的页面出现一些意想不到的问题。
盒模型hacks已证明是不可靠的，因为它们依赖于浏览器对CSS支持的缺陷，而这些缺陷可能会在以后的版本中被修复。由于这个原因，一些网页开发者改以推荐避免对同一个元素既指定width也指定padding或者使用条件注释以及/或CSS filters以解决在较旧版本Internet Explorer上的盒模型缺陷。

## 对Internet Explorer盒模型的支持
网页设计者Doug Bowman说过起初的Internet Explorer盒模型代表了一个更好，更有逻辑性的方法。Peter-Paul Koch则给出了一个物理上盒子的例子，其尺寸总是指盒子自身的，包括可能的内边距 - padding，但是从来不是它的内容。他说这种盒模型对图形化设计者来说更有用，他们创造基于盒子的可见宽度而不是其内容的宽度的设计。（使用过 VS 窗体设计器或类似工具的开发者会很容易理解 IE 盒模型的用意所在。）Bernie Zimmermann说Internet Explorer盒模型更接近于HTML表格模型中单元格的尺寸和填充。
W3C已在CSS3内包括了一个box-sizing属性。当为一个元素指定box-sizing: border-box;时，该元素的任意padding或border都在指定的width和height的内部，「就像通常旧版HTML用户代理所实施的那样」。Internet Explorer 8，WebKit浏览器如Safari 5.1+和Google Chrome，Opera 7.0和以后版本，和Konqueror 3.3.2和以后版本均支持CSS3的box-sizing属性。基于Gecko的浏览器如Mozilla Firefox使用厂商指定的-moz-box-sizing属性以支持相同功能。